# Lilia Saúl
Lilia Salomé Saúl Rodríguez (Ciudad de México; 2 de octubre de 1976), conocida como Lilia Saul, es una periodista mexicana especializada en periodismo de investigación. Ha sido reconocida por crear el primer equipo de periodismo de datos en México y liderar proyectos de investigación ganadores de premios nacionales e internacionales.

## Carrera
Especializada en periodismo de datos, con énfasis en transparencia y acceso a la información, fundó el primer equipo de datos en un periódico mexicano (El Universal). Ganó el Premio Ortega y Gasset en 2016 por el proyecto Desaparecidos. También fue semifinalista en los Data Journalism Awards 2016 por el proyecto Fideicomisos y obtuvo el Premio Nacional de Periodismo en 2011 por la investigación El Equipo, que reveló los pagos excesivos que la policía mexicana hizo a una televisora para producir una telenovela que exaltaba la guerra contra el crimen organizado.
Ha trabajado en la revista Emeequis y en medios digitales como Animal Político y W Radio, entre otros. También ha trabajado como editora digital en Connectas y formó parte de la junta directiva de Chicas Poderosas, un grupo que apoyaba a mujeres en los medios de comunicación.
Actualmente, es reportera en el Organized Crime and Corruption Reporting Project (OCCRP) e imparte cursos y talleres para periodistas en México y ha presentado exposiciones y capacitaciones en el Reino Unido, Uruguay, Colombia, Honduras, El Salvador, entre otros países. Además, participó en el primer Manual Iberoamericano de Periodismo de Datos.

## Reconocimientos
- 2011 - Premio Nacional de Periodismo, categoría Noticia.
- 2016 - Premios Ortega y Gasset, categoría Mejor cobertura multimedia.
- 2017 - TRACE prize for investigative reporting[6]